# Strijkkwintet (Gade)
Het Strijkkwintet van Niels Gade werd geschreven in de maanden maart-november 1845.
Binnen de kamermuziek van deze Deense componist is dit werk een goed bewaard geheim gebleven. Gade voerde het in december 1845 zelf voor het eerst uit met leden van het Gewandhaus Quartett. Dat kon zomaar want Gade was in die tijden dirigent van het Gewandhausorchester, soms als vaste dirigent, soms als gastdirigent.
Van wat er te vinden is over dit werk, komt het meeste erop neer dat de klank erg lijkt op de muziek van Felix Mendelssohn Bartholdy.

## Delen
De delen van het strijkkwintet (2 violen, 2 altviolen en 1 cello) van Gade zijn:
1. Andante con moto
2. Allegretto
3. Adagio
4. Presto